# Пейзаж в окрестностях Бове
«Пейзаж в окрестностях Бове» — картина французского художника Франсуа Буше из собрания Государственного Эрмитажа.
Картина изображает берег реки, на котором расположены небольшая приземистая башня с остроконечной крышей, используемая как обычное жилище, пара крестьянских домов и водяная мельница. На переднем плане стоят юноша в красном кафтане и женщина в лодке с узлами белья. Справа внизу на камне подпись: F. Boucher.
Картина написана в 1740-е годы по мотивам впечатлений от посещения местечка Бове, где Буше неоднократно бывал с 1734 по 1755 год, когда работал по заказам располагавшейся там шпалерной мануфактуры. Пейзаж не изображает конкретное место под Бове, а носит скорее выдуманный, полуфантастический характер; в нём присутствуют декоративные и театрализованные мотивы. Подобный сюжет можно объяснить тем, что в Парижском салоне 1742 года вместе с «Пейзажем в окрестностях Бове» была выставлена парная картина «Склоны Иссэ» и в каталожной аннотации было сказано, что эти картины являются эскизами и должны были быть выполнены в большом масштабе для Парижской оперы. По неустановленной причине заказ не был выполнен, картина «Склоны Иссэ» ныне хранится в Музее Пикардии в Амьене.
В середине XVIII века «Пейзаж в окрестностях Бове» находился в собрании неких Ленуаров, а в начале XX века принадлежал известному петербургскому коллекционеру М. С. Оливу; после Октябрьской революции картина была национализирована и в 1923 году через Государственный музейный фонд отправлена в Государственный Эрмитаж. В 1925 году передана в Государственный музей нового западного искусства, однако там не задержалась и оказалась в новообразованном Государственном музее изобразительных искусств им. А. С. Пушкина; в 1930 году возвращена в Эрмитаж. Выставляется в Зимнем дворце в зале 285, посвящённом искусству Франции XVIII века.
Известно несколько подготовительных рисунков. Один из них, наиболее близкий к картине, хранится в Рейксмюсеуме в Амстердаме — он абсолютно точно воспроизводит левую часть картины. Второй рисунок, с изображением той же местности с теми же постройками, находится в Мюнхенской пинакотеке. Ещё несколько рисунков с вариантами данного пейзажа находится в различных музеях.